# Oksen Mirzojan
Oksen Mirzojan (Օգսեն Միրզոյան, * 11. června 1961 Angeghakot) je bývalý sovětský vzpěrač arménské národnosti. Soutěžil v bantamové váze a připravoval se v klubu Dynamo Jerevan pod vedením trenéra Ašota Vilasjana.
V sovětské reprezentaci debutoval v roce 1980. Čtyřikrát se stal vzpěračským mistrem SSSR (1982, 1983, 1988 a 1991) a dvakrát vyhrál Spartakiádu národů SSSR (1983 a 1991). V roce 1983 vyhrál mistrovství světa ve vzpírání i mistrovství Evropy ve vzpírání. Na světovém šampionátu získal také dvě stříbrné (1982 a 1985) a dvě bronzové (1986 a 1987) medaile a na mistrovství Evropy skončil druhý v letech 1982, 1985 a 1986. Kvůli sovětskému bojkotu Letních olympijských her 1984 v Los Angeles se zúčastnil soutěže Družba 84, kde skončil druhý za Naimem Sulejmanovem. Na Letních olympijských hrách 1988 získal zlatou medaili poté, co byl původní vítěz Mitko Grablev z Bulharska diskvalifikován za užití furosemidu. Ve své kariéře vytvořil dvanáct světových rekordů.
Nezávislou Arménii ještě reprezentoval na MS 1993, kde obsadil šestou příčku. Pak ukončil aktivní kariéru a stal se trenérem, zastával také funkci předsedy Arménského vzpěračského svazu a místopředsedy Národního olympijského výboru Arménie.
Vzpírání se věnoval také jeho syn Arakel Mirzojan, který získal v roce 2009 titul mistra Evropy ve váze do 69 kg.